# Tuscola (Illinois)
Tuscola é uma cidade localizada no estado americano de Illinois, no Condado de Douglas.

## Demografia
Segundo o censo americano de 2000, a sua população era de 4448 habitantes.
Em 2006, foi estimada uma população de 4572, um aumento de 124 (2.8%).

## Geografia
De acordo com o United States Census Bureau, Tuscola tem uma área de 5,5 km², dos quais 5,5 km² são cobertos por terra e 0,0 km² cobertos por água. Tuscola localiza-se a aproximadamente 199 metros acima do nível do mar.

## Localidades na vizinhança
O diagrama seguinte representa as localidades num raio de 16 km ao redor de Tuscola.